# Melanargia exiliterpica
Melanargia exiliterpica är en fjärilsart som beskrevs av Ruggero Verity 1953. Melanargia exiliterpica ingår i släktet Melanargia och familjen praktfjärilar. Inga underarter finns listade i Catalogue of Life.